# Rodkov
Rodkov (en allemand : Rotkau) est une commune du district de Žďár nad Sázavou, dans la région de Vysočina, en République tchèque. Sa population s'élevait à 100 habitants en 2020.

## Géographie
Rodkov se trouve à 4 km au sud-ouest de Bystřice nad Pernštejnem, à 22 km à l'est-sud-est de Žďár nad Sázavou, à 48 km à l'est-nord-est de Jihlava à 144 km au sud-est de Prague.
La commune est limitée par Rozsochy au nord, par Bystřice nad Pernštejnem à l'est, par Rožná au sud et par Horní Rožínka à l'ouest.

## Histoire
La première mention écrite de la localité date de 1436.

## Transports
Par la route, Rodkov se trouve à 4,5 km du centre de Bystřice nad Pernštejnem, à 26,5 km de Žďár nad Sázavou, à 60,5 km de Jihlava et à 185 km de Prague.